# Cyrtopogon willistoni
Cyrtopogon willistoni är en tvåvingeart som beskrevs av Charles Howard Curran 1922. Cyrtopogon willistoni ingår i släktet Cyrtopogon och familjen rovflugor. Inga underarter finns listade i Catalogue of Life.